# Werner Marnette

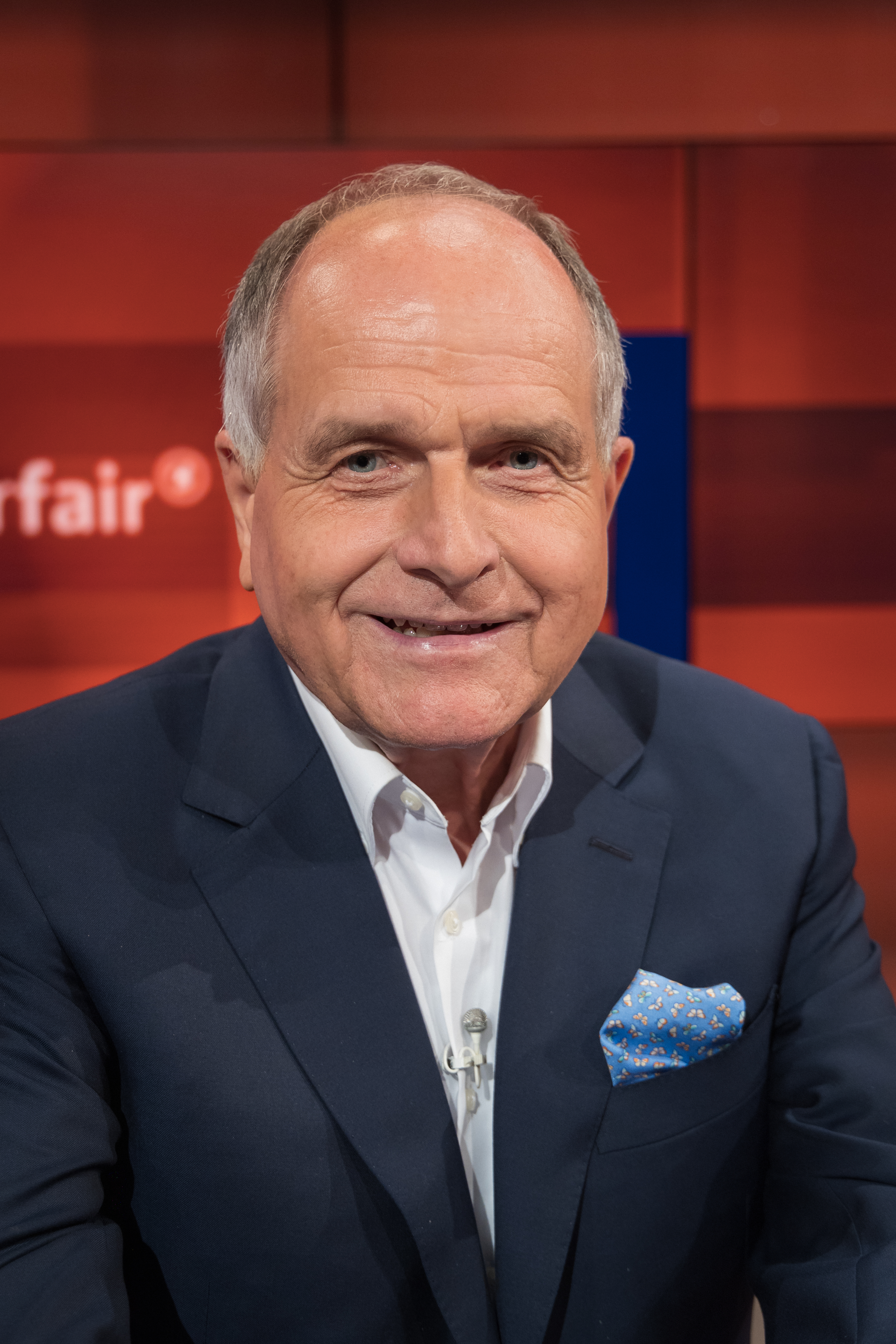
Werner Marnette (2022)

Werner Marnette (* 27. September 1945 in Köln) ist ein deutscher Manager und Politiker (CDU).
Er war von 1994 bis 2007 Vorsitzender des Vorstandes der Norddeutschen Affinerie AG und von Juli 2008 bis März 2009 Minister für Wissenschaft, Wirtschaft und Verkehr des Landes Schleswig-Holstein.

## Leben und Beruf
Marnette wuchs in Köln als Sohn eines Schlossereiarbeiters auf. Er begann 1968 ein Studium des Hüttenwesens und der Elektrometallurgie an der RWTH Aachen, das er 1973 mit dem Diplom beendete. Anschließend arbeitete er als wissenschaftlicher Assistent an der RWTH Aachen und wurde dort 1977 mit der Arbeit Erzreduktion im thermischen Gasplasma unter Verwendung einer Induktionsplasmaeinheit und einer Plasmaeinheit mit Wirbelschichtelektrode zum Dr.-Ing. promoviert. 1978 begann er als Betriebsassistent bei der Norddeutschen Affinerie AG; 1979 wechselte er als Forschungsingenieur für Elektrostahl zur Korf Stahl AG. 1980 kehrte Marnette als Vorstandsassistent zur Norddeutschen Affinerie zurück.
1986 wurde er dort Betriebsdirektor und rückte 1990 in den Vorstand des Unternehmens auf. Von 1994 bis zu seinem Rücktritt am 9. November 2007 war er schließlich Vorstandsvorsitzender. In diese Zeit fiel der Börsengang (MDAX) der Norddeutsche Affinerie 1998 und der Aufstieg zum größten Kupferproduzenten Europas.
Hintergrund seines Rücktritts war der Streit mit dem Aufsichtsrat und innerhalb des Vorstandes über den Umgang mit dem Großaktionär Mirko Kovats. Marnette vertrat eine Linie des Aufeinanderzugehens. Im Zuge dieser sollte Kovats zwei der sechs Aufsichtsratsmandate der Kapitalseite im Aufsichtsrat der Norddeutschen Affinerie erhalten. Zuvor waren bereits zwei weitere Mandate Vertretern aus dem Vorstand der Cumerio S. A., Brüssel, um deren Übernahme sich die Norddeutsche Affinerie bemüht, von Marnette zugesichert worden. Dies führte insgesamt zu erheblichen Differenzen mit dem Aufsichtsrat. Letztendlich konnte der Vorstand am 9. November 2007 mit Unterstützung des Aufsichtsrates und gegen den Willen von Marnette eine Kapitalerhöhung um 10 % durchsetzen. Sie sollte der Verbreiterung der finanziellen Basis für die Übernahme der Cumerio dienen. Gleichzeitig verwässerte die Kapitalerhöhung aber den Anteil des Großaktionärs Kovats. In den Medien wurde dies als Kampfansage gegen Kovats und als gegen die erklärte Haltung von Marnette gewertet. Infolge seiner geschwächten Stellung innerhalb des Vorstands und gegenüber dem Aufsichtsrat wurde der Vertrag „im gegenseitigen Einvernehmen“ gelöst. Der Versuch Marnettes, auf der Hauptversammlung der Norddeutschen Affinerie AG am 29. Februar 2008 in den Aufsichtsrat des Unternehmens gewählt zu werden, scheiterte mit lediglich 6 % Zustimmung. 2009 wurde die Affinerie in Aurubis umbenannt.
Werner Marnette ist verheiratet und hat zwei Kinder.

## Verbandstätigkeit
Marnette war von 1996 bis 2003 Präsident des Europäischen Dachverbandes der Metallindustrie „Eurometeaux“ und von 1998 bis 2002 Präsident des Wirtschaftsvereinigung Metalle. Außerdem gehörte er von 1998 bis 2005 dem Präsidium des Bundesverbandes der Deutschen Industrie an und leitete dort von 2001 bis 2005 den Energieausschuss. Von 2002 bis 2007 war Marnette auch Vizepräses der Handelskammer Hamburg.

## Kritik am Strom-Oligopol
Marnette wurde einer breiten Öffentlichkeit durch seine Kritik am Oligopol (siehe Bericht der unabhängigen Monopolkommission vom 9. Juli 2004) der vier in Deutschland tätigen Stromerzeuger E.ON, RWE, EnBW, Vattenfall und ihrer Strompreise für die deutsche Industrie bekannt. Unter anderem behauptete er salopp, die vier großen Stromkonzerne hätten Deutschland in vier „Besatzungszonen“ aufgeteilt. Die Stromkonzerne erwirkten daraufhin einen Gerichtsbeschluss, der Marnette eine Wiederholung dieser Aussage verbot.
Marnette fordert die Erweiterung der Kapazität der Kuppelstellen und Senkung der Netznutzungsgebühren zum diskriminierungsfreien Import von Strom nach Deutschland. Er fordert die Einführung gleicher Handelskriterien für die Leipziger Strombörse EEX, wie sie an der skandinavischen Strombörse Nordpool Gültigkeit haben, insbesondere die Information aller Marktteilnehmer über die Tageskapazitäten der Kraftwerke und Überlandnetze. Marnette befürchtet, dass die Hochpreispolitik der vier Konzerne zur Abwanderung der energieintensiven Unternehmen aus Deutschland und damit zur Vernichtung von insgesamt 660.000 Arbeitsplätzen in der deutschen Grundstoffindustrie führen wird.
In diesem Zusammenhang trat Marnette nach massiven Interventionen der vier marktbeherrschenden Stromkonzerne im August 2005 von seinem Amt als Vorsitzender des Energieausschusses des Bundesverbandes der Deutschen Industrie zurück. Dazu sagte er: Ich bleibe bei meiner Kritik. Ich trete zurück, weil ich den BDI nicht einer Zerreißprobe aussetzen will. Seither ist er der schärfste Kritiker des Stromoligopols geblieben und hat seine Forderung der EU-Wettbewerbskommissarin Neelie Kroes vorgetragen.

## Öffentliche Ämter
Werner Marnette trat am 9. Juli 2008 als Minister für Wissenschaft, Wirtschaft und Verkehr als Nachfolger von Dietrich Austermann in die von Ministerpräsident Peter Harry Carstensen (CDU) geführte Landesregierung von Schleswig-Holstein ein. Am 29. März 2009 trat er von diesem Amt zurück. Als Grund nannte er seine Unzufriedenheit mit dem Umgang der Landesregierung mit den Schwierigkeiten der HSH Nordbank im Zusammenhang mit der internationalen Finanzkrise. Seine diesbezügliche Kritik sei in der Regierung nicht berücksichtigt worden.

## Sonstiges
2007 wollte er in Hamburg ein NA-eigenes Kraftwerk bauen und dort zusammen mit der Hamburger Stadtreinigung Müll zu Strom verbrennen.

## Ehrungen
Marnette ist seit 2005 Träger des Bundesverdienstkreuzes 1. Klasse und der Georg Agricola-Denkmünze, der höchsten Auszeichnung der GDMB Gesellschaft für Bergbau, Metallurgie, Rohstoff- und Umwelttechnik e. V.